# لقاءات الأفلام القصيرة لمدغشقر
لقاءات الأفلام القصيرة لمدغشقر (بالفرنسية: Rencontres du Film Court Madagascar)‏ هو المهرجان السينمائي الوحيد في مدغشقر.
تم تأسيس المهرجان في عام 2006، وتنظمه جمعية لقاءات الأفلام القصيرة، والمعهد الفرنسي في مدغشقر و(Rozifilms). يقام سنويا في أنتاناناريفو، عاصمة مدغشقر. في عام 2013، استقبل المهرجان حوالي 12.000 زائر. وما زال ينمو باستمرار. خلال الإصدار 13 للمهرجان تم إحصاء حوالي 25.000 زائر.

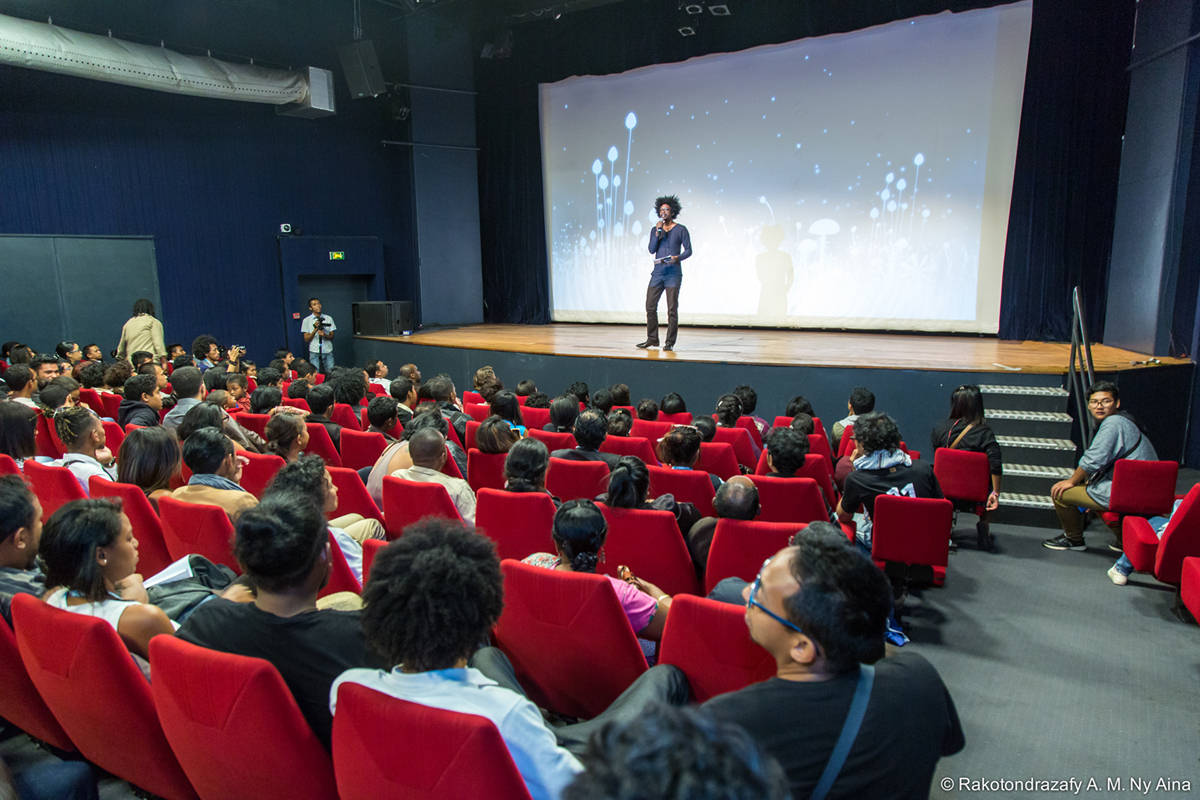

نظرًا لعدم وجود سينما في مدغشقر بأكملها، فإن مكان العرض الرئيسي للمهرجان هو مبنى المعهد الفرنسي في مدغشقر.  تقام عروض إضافية في الهواء الطلق أو في (IKMalagasy).

## برنامج المهرجان
خلال 9 أيام، يتم عرض حوالي 350 فيلمًا في أكثر من 30 عرضًا. إلى جانب العديد من العروض غير المنافسة، تتكون 3 عروض منافسة رسمية.
المنافسة الرسمية - أفلام قصيرة مدغشقرية
المنافسة الرسمية الوثائقية - الأفلام الوثائقية الملغاشية
المنافسة الرسمية الرسوم المتحركة Panafricaine - أفلام الرسوم المتحركة الأفريقية القصيرة

## الجوائز

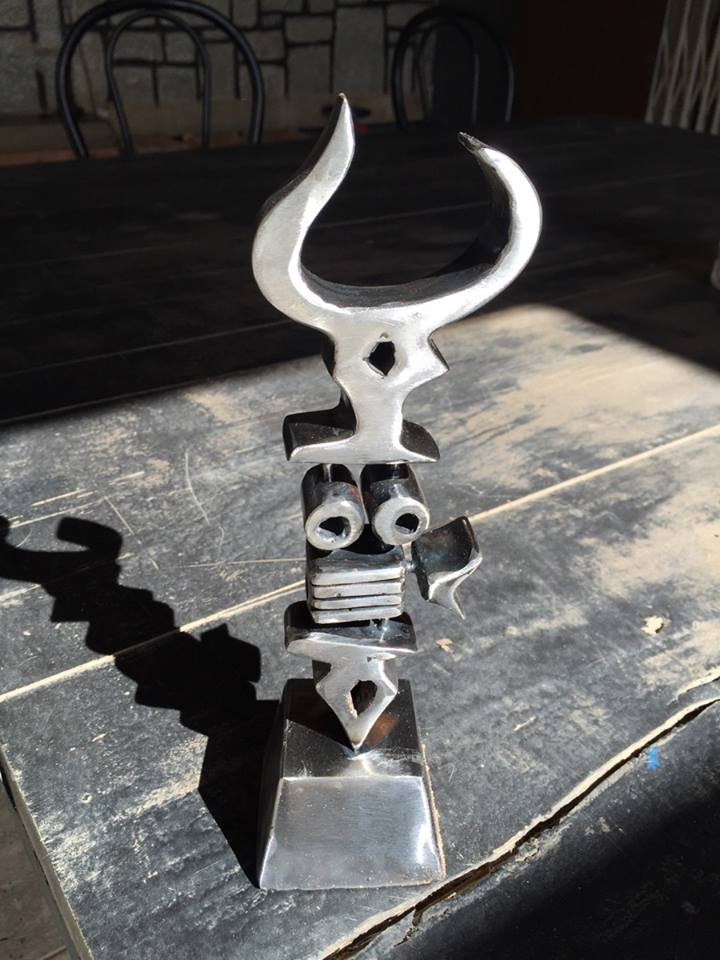
جائزة زيبو الذهبي (Zebu d'or)

تسمى الجائزة المُقدّمة في المهرجان باسم جائزة زيبو الذهبي (Zebu d'or).
يتم توزيع الجوائز على الفائز في كل فئة مسابقة. تم منح جائزة رابعة إضافية للفائز في فئة «اختيار الجمهور».

## روابط خارجية
- http://www.rencontresdufilmcourt.mg/
- https://www.facebook.com/Rencontresdufilmcourt
- http://www.rozifilms.com/
- http://www.institutfrancais-madagascar.com/